# Dichotomius eucranioides
Dichotomius eucranioides là một loài bọ cánh cứng trong họ Bọ hung (Scarabaeidae).